# Пуклиця
45°39′ пн. ш. 17°25′ сх. д. / 45.65° пн. ш. 17.42° сх. д.
Пуклиця (хорв. Puklica) — населений пункт у Хорватії, в Б'єловарсько-Білогорській жупанії у складі громади Джуловаць.

## Населення
Населення за даними перепису 2011 року становило 106 осіб.
Динаміка чисельності населення поселення: